# Quinto Tullio Cicerone
Quinto Tullio Cicerone (102 a.C. – 43 a.C.) è stato un politico romano, fratello del celebre oratore Marco Tullio Cicerone.

## Biografia
Nel 64 a.C. scrisse una breve opera, il Commentariolum petitionis, indirizzandola al fratello Marco, che in quell'anno si candidava al consolato per l'anno successivo.
Fu pretore nel 62 a.C., propretore della provincia d'Asia dal 61 al 59 a.C. e legato di Gneo Pompeo Magno in Sardegna dal 57 al 56 a.C. Dal 54 a.C. militò per ragioni politiche nell'esercito di Cesare durante la conquista della Gallia.
In quello stesso anno tenne testa ai Nervii di Ambiorige, che incoraggiato dalla vittoria sulla legione comandata da Quinto Titurio Sabino e Lucio Aurunculeio Cotta, aveva raccolto intorno a sé gli Atuatuci e gli Eburoni (più tutta una serie di popolazioni minori) e aveva sferrato un attacco agli accampamenti invernali di Cicerone. A rompere l'assedio fu decisivo l'intervento di Cesare.
L'anno seguente (53 a.C.) al comando della Legio XIII presso Atuatuca fu messo in difficoltà dai Sigambri.
Fu congedato nel 52 a.C., così da poter servire come legato del fratello Marco in Cilicia.
Allo scoppio della guerra civile tra Cesare e Pompeo, si schierò dalla parte di quest'ultimo insieme al fratello. Dopo la fine del conflitto, fu perdonato da Cesare, ma nel 44 a.C. diede il suo assenso all'uccisione del dittatore. Nel 43 a.C. cadde vittima delle proscrizioni volute dai triumviri.

## Quinto nella cultura di massa
Quinto Tullio Cicerone è il narratore interno del romanzo I due centurioni di Andrea Frediani, scritto sotto forma di lettera al fratello.